# ریمو تام
ریمو تام (استونیایی: Reimo Tamm؛ زادهٔ ۲۹ دسامبر ۱۹۸۴) بازیکن بسکتبال اهل استونی است.
از باشگاه‌هایی که در آن بازی کرده‌است می‌توان به باشگاه بسکتبال کالو، باشگاه بسکتبال تال‌تک، و باشگاه بسکتبال راکوره تارواس اشاره کرد.